# سسیل فاتیمان
سسیل فاتیمان (به اسپانیایی: Cécile Fatiman) (زاده:۱۷۷۱ − درگذشته:۱۸۸۳)، یک مامبو (کشیش زن)، در مذهب وودو (با ریشه از زمان بردگی) از هائیتی بود. او به دلیل شرکت در مراسم وودو در بوآکایمن مشهور است، که یکی از نقاط آغازین انقلاب هائیتی محسوب می‌شود.

## زندگی اولیه و ریشه‌های آن
سسیل فاتیمن مادرش یک زن برده آفریقایی و پدرش یک فرانسوی سفیدپوست از جزیره کرس بود. او و مادرش به عنوان برده در سنت دومینگ فروخته شدند، در حالی که دو برادرش در تجارت برده ناپدید شدند. او را با موهای بلند ابریشمی و چشمان سبز توصیف می‌کنند.
رادنی سالناو، پژوهشگر اهل هائیتی، در مورد مبدأ و پیشینه فاتیمان تحقیق کرده است. تحقیقات او نشان داده است که پدرش احتمالاً شاهزاده کورسیکا و نوه تئودور فون نوهوف یا تئودور کورسیکا، تنها پادشاه کورسیکا (جزیره کرس) بوده است. او همچنین معتقد است که نام خانوادگی او، فاتیمان، در واقع اسم وسط آتیمان بوده است، که او را به نام گرگوریو آتیمان، از لگورن یا لیورنو، ایتالیا نامیده‌اند، که یکی از خدمتگزاران تئودور نوهوف در تسخیر تاج و تخت کورسیکا در آوریل ۱۷۳۶ بود. این امر او را بر آن داشت تا اظهار کند که نام کامل وی به احتمال زیاد سسیل آتیمان کویداوید است، زیرا او دختر سلستینا کویداوید و خواهر ماری لوئیز کویداوید، ملکه هائیتی از ۱۸۱۱ تا ۱۸۲۰ بوده است. او مادر همسر پیر نورد الکسیس (رئیس‌جمهور هائیتی در ابتدای قرن بیستم) بود.

## شورش برده‌ها
در اوت ۱۷۹۱، فاتیمان مراسم مذهبی را در بواکایمن در نقش مامبو به همراه کشیش دوتی بوکمن رهبری کرد. بوکمن پیشگویی کرد که سه تن از برده‌ها، ژان فرانسوا، بیاسو و ژانوت یک جنبش مقاومت بپا خواهند کرد و رهبران قیامی خواهند بود که بردگان سنت دومینگ را به آزادی می‌رساند.
حیوانی قربانی شد و همگی سوگند یاد کردند. بوکمان و دیگر کشیشان شنوندگان خود را تشویق کردند که از ستمگران فرانسوی خود انتقام بگیرند و «شمایل خدای ستمگران را کنار بگذارند». بنا بر آنچه در دایرةالمعارف ادیان آفریقا آمده است: «خون حیوان و برخی می‌گویند از انسان نیز در نوشیدنی به حاضران داده شد تا سرنوشت خود را در وفاداری به آرمان آزادسازی سنت دومینگ مهر و موم کنند». در طول مراسم، سیسیل فاتیمان طوری رفتار کرد که گویی توسط الهه ارزولیه تسخیر شده است. همچنین گفته می‌شود که او گلوی خوکی را بریده و خون آن را بین تماشاگران تقسیم کرده است. یک هفته بعد، ۱۸۰۰ مزرعه ویران شد و ۱۰۰۰ برده‌دار کشته شدند.